# 1612
1612 (MDCXII) var ett skottår som började en söndag i den gregorianska kalendern och ett skottår som började en onsdag i den julianska kalendern.

## Händelser

### Januari
- 6 januari – Axel Oxenstierna utnämns till svensk rikskansler, och därmed kungens närmaste rådgivare, en post som han kommer att inneha i 42 år, fram till sin död 1654.
- 12 januari – Den skånska staden Vä bränns ner av svenskarna.[1]
- 20 januari – Matthias blir tysk-romersk kejsare då Rudolf II avlidit.[2]
- 27 januari – Kalmarkriget: Danskarna misslyckas med att storma Gullbergs fästning vid Göteborg. Svenskarna står emot fem stormningsförsök på sex timmar. Danskarna intar istället staden Lödöse, vilken svenskarna emellertid återtar i februari.

### Februari
- 11 februari – Svenskarna under Gustav II Adolf besegras av danska förband i slaget i Vittsjö i Skåne. Kungen är nära att drunkna, men klarar sig.
- 21 februari – Svenskarna under Jesper Mattson Cruus af Edeby besegrar danskarna under kung Kristian IV i slaget vid Kölleryd.
- 26 februari – Kungälv bränns ner.[1]

### Mars
- Mars – Svenskarna hämnas på danskarna genom att bränna Uddevalla.[1]
- 18 mars – Svenskarna besegrar en rysk kosackarmé.
- 22 mars – Bermuda blir en engelsk koloni.[3]

### April
- April
  - Svenskarna belägrar och erövrar Nöteborgs fästning.
  - Svenskarna inleder en belägring av fästningen Kopore.

### Maj
- 14 maj – Danskarna marscherar upp vid Älvsborgs fästning.
- 22 maj – Danskarna börjar beskjuta Älvsborgs fästning.
- 23 maj – Danskarna går till storms mot Älvsborgs fästning.
- 24 maj – Danskarna intar Älvsborgs fästning. Svenskarna dagtingar och får fritt avtåg.

### Juni
- 11 juni – Danskarna intar Borgholms slott på Öland.
- 13 juni – Matthias utses formellt till tysk-romersk kejsare.[2]
- 16 juni – Svenskarna erövrar fästningen Kopore från ryssarna.
- Juni – Stilleståndet med Polen från året innan går ut, men förlängs till oktober 1613.

### Juli
- 23 juli – Danskarna gör ett halvhjärtat anfallsförsök mot Jönköping men besegras och återtågar efter tre dagar.

### Augusti
- 3 augusti – Danska flottan avseglar från Kalmar mot Stockholms skärgård.
- 9 augusti – Danskarna utanför Stockholm besegras av svenskarna.
- 10 augusti – Danskarna återseglar mot Kalmar.

### November
- 29 november – Johan III:s son hertig Johan gifter sig med Karl IX:s dotter Maria Elisabet.

### December
- 4 december – Svenskarna erövrar fästningen Ivangorod från ryssarna.

### Okänt datum
- Magnus Brahe (1564–1633) övergår från riksmarskämbetet till riksdrotsämbetet.
- Axel Ryning övergår från riksamiralämbetet till riksmarskämbetet.
- Göran Nilsson Gyllenstierna blir ny riksamiral.
- Axel Oxenstierna genomdriver privilegier för adeln som får ensamrätt till högre ämbeten och företrädesrätt till övriga tjänster på riksdagen.
- Under året erövrar svenskarna även fästningarna Jama och Gdov från ryssarna.

## Födda
- 17 januari – Thomas Fairfax, general under engelska inbördeskriget.
- 25 maj – Johan Albert Vasa, polsk biskop och kardinal, son till Sigismund och Konstantia av Steiermark.
- 24 juni – Johan Axelsson Oxenstierna, greve och statsman.
- 2 augusti – Saskia Uylenburgh, nederländsk modell, Rembrandts hustru.
- 9 augusti – Sven Bröms, svensk teolog, professorn i medicin och rektor vid Uppsala universitet, grundare av Ockelboverken.
- 7 november – Pierre Mignard, fransk målare.
- Louis Le Vau, fransk arkitekt.

## Avlidna
- 29 mars – Anna Katarina av Brandenburg, drottning av Danmark och Norge sedan 1597, gift med Kristian IV.
- 5 april – Diana Scultori Ghisi, italiensk gravör.
- 5 juni – Hans Leo Hassler, tysk kompositör.
- 12 augusti – Giovanni Gabrieli, italiensk kompositör.
- 12 september – Vasilij IV, rysk regent 1606–1610.
- 13 september – Karin Månsdotter, drottning av Sverige 1568, gift med Erik XIV.
- 7 oktober – Giovanni Battista Guarini, italiensk skald.
- 23 november – Elizabeth Jane Weston, italiensk författare.
- Barthélemy de Laffemas, fransk ekonom och författare.
- Isabel Barreto, spansk sjöamiral, en av världens första kvinnliga amiraler.

### Fotnoter
1. 1 2 3  ”Värmlands brandhistoriska klubb”. Arkiverad från originalet den 12 oktober 2011. https://www.webcitation.org/62NB7kO36?url=http://www.brandhistoriska.org/olyckor_se.html. Läst 25 mars 2011.
2. 1 2  Williams, Hywel (2005). Cassell's Chronology of World History. Weidenfeld & Nicolson. sid. 244. ISBN 0-304-35730-8
3. ↑  ”World Statesmen (läst 3 april 2011)”. http://www.worldstatesmen.org/Bermuda.html.